# 孔布里蒙
孔布里蒙（法語：Combrimont，法語發音：[kɔ̃bʁimɔ̃] ⓘ）是法国大東部大區孚日省的一个市镇，属于孚日圣迪耶区。

## 地理
孔布里蒙（48°16'33"N, 7°3'50"E）面积5.21 平方千米，位于法国大東部大區孚日省，该省份为法国东北部内陆省份，北起默兹省和默尔特-摩泽尔省，西接上马恩省，南至上索恩省和贝尔福地区省，东临上莱茵省和下莱茵省。
与孔布里蒙接壤的市镇（或旧市镇、城区）包括：莱瑟、吕斯、法沃河畔纳维莱尔、维桑巴、贝尔特里穆捷、弗拉佩勒。

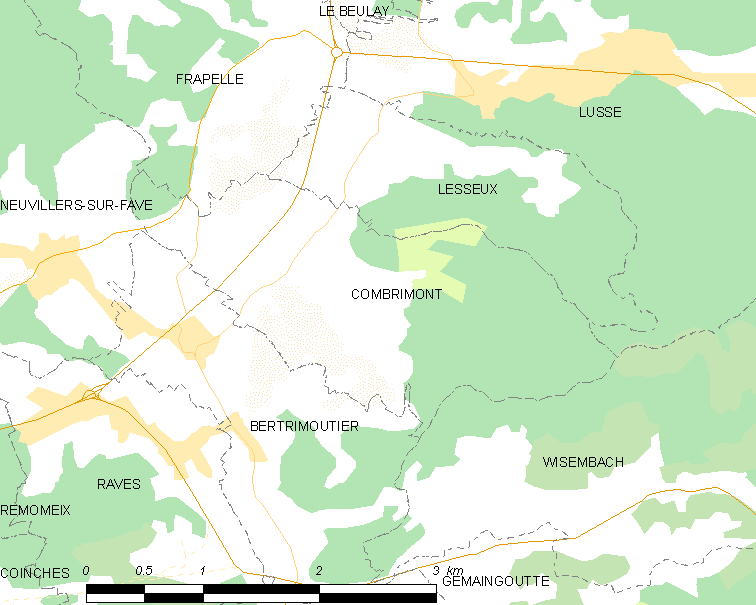
孔布里蒙的OSM定位图

孔布里蒙的时区为UTC+01:00、UTC+02:00（夏令时）。

## 行政
孔布里蒙的邮政编码为88490，INSEE市镇编码为88113。

## 政治
孔布里蒙所属的省级选区为孚日圣迪耶第二县。

## 人口

1962-2008年间孔布里蒙人口变化图示

孔布里蒙于2022年1月1日时的人口数量为137人。